# Od kiedy jesteś
Od kiedy jesteś – singel polskiego piosenkarza Dominika Dudka. Singel został wydany 20 czerwca 2024.
Kompozycja znalazła się na 6. miejscu listy OLiA, najczęściej odtwarzanych utworów w polskich rozgłośniach radiowych. Nagranie otrzymało w Polsce status złotego singla, przekraczając liczbę 25 tysięcy sprzedanych kopii.

## Geneza utworu i historia wydania
Utwór napisali i skomponowali Dominik Dudek, Maria Dzięcielak, Patryk Kumór, Dominic Buczkowski-Wojtaszek i Piotr Zborowski, który również odpowiada za produkcję utworu. Piosenkarz o singlu:

Piosenka »Od kiedy jesteś« została napisana dla mojej dziewczyny, Oli, której postanowiłem się oświadczyć po 4 latach związku i ten utwór jest dla niej prezentem. Jestem przekonany, że od kiedy ma się przy sobie odpowiednią osobę, przyjaciela, partnera, to czas nie ma znaczenia i wszystko zawsze jakoś się ułoży. Ja miałem to szczęście, ze taką osobę spotkałem na swojej drodze i mam nadzieję, że wszystkie osoby które posłuchają »Od kiedy jesteś« uświadomią sobie ile wspaniałych ludzi jest wokół nich.

Singel ukazał się w formacie digital download 20 czerwca 2024 w Polsce za pośrednictwem wytwórni płytowej Island w dystrybucji Universal Music Polska.
31 grudnia 2024 wystąpił z piosenką podczas Sylwestra z Dwójką organizowanego w Chorzowie i emitowanego na antenie stacji TVP2.

## „Od kiedy jesteś” w stacjach radiowych
Nagranie było notowane na 6. miejscu w zestawieniu OLiA, najczęściej odtwarzanych utworów w polskich rozgłośniach radiowych.

## Lista utworów
- Digital download[3]

1. „Od kiedy jesteś” – 3:02

## Notowania
| Kraj   | Lista (2024)                   | Najwyższa pozycja |
| ------ | ------------------------------ | ----------------- |
| Polska | OLiS – oficjalna lista airplay | 6                 |

| Kraj   | Lista (2024)                   | Pozycja |
| ------ | ------------------------------ | ------- |
| Polska | OLiS – oficjalna lista airplay | 51      |

## Certyfikaty
| Kraj          | Certyfikat  | Sprzedaż |
| ------------- | ----------- | -------- |
| Polska (ZPAV) | złota płyta | 25 000+  |

## Wyróżnienia
| Rok  | Konkurs                  | Kategoria    | Rezultat    |
| ---- | ------------------------ | ------------ | ----------- |
| 2024 | Przebój roku RMF FM 2024 | Przebój roku | 63. miejsce |